# Gene Ludwig
Gene Ludwig (Twin Rocks, 4 september 1937 - Pittsburgh, 14 juli 2010) was een Amerikaans soul-jazzorganist.
Ludwig kreeg zijn eerste pianolessen van zijn moeder. Op het einde van de jaren 1950 hoorde hij Jimmy Smith in Pittsburgh orgel spelen en dit zou bepalend worden voor zijn verdere carrière.
Op het einde van de jaren 1950 werd hij organist in de band van de tenorsaxofonist Sonny Stanton en vervolgens in het kwartet van Gene Barr. In 1962 speelde hij met zijn eigen trio. Met deze groep zagen zijn eerste opnames bij het kleine label LaVere het licht. Toen Nesuhi Ertegün van Atlantic Records hem tijdens een optreden in Newark hoorde, kreeg hij een contract aangeboden. De single Sticks and Stones werd een lokale hit in Pittsburgh. Er volgde een album, Organ Loud Out, bij het label Mainstream en in 1966 bracht hij Mother Blues uit bij het label Jo-Da. Daarnaast produceerde Ludwig het nummer This is Gene Ludwig onder zijn eigen label Ge-LU Records.
Na het vertrek van Don Patterson uit de groep in 1969 kreeg Ludwig de kans opnames te doen bij Sonny Stitt (Night Letter op Prestige). In de jaren 1970 speelde hij in Pittsburgh met Bill Easley, Arthur Prysock en met plaatselijke groepen.
In de jaren 1980 was hij te gast op het Montreux Jazz Festival; in 1988 speelde hij op de herdenkingsplechtigheid ter ere van Don Patterson en organiseerde het jaar daarop de Jazz Organ Jams in Shadyside nabij Pittsburgh in de club The Balcony, waar Jack McDuff, Joey DeFrancesco en hun vader John DeFrancesco samen optraden. Hij maakte verder opnames met de gitarist Randy Caldwell.
Na 1998 kwamen er nog de albums Back on the Track, Soul Serenade (2000), The Groove Organization (2002) en Hands On (2003) en in 2005 was er een live-opname met Blue Note van Las Vegas. De laatste jaren van zijn leven trad hij nog op op het San Francisco Jazz Festival, in de New Yorkse jazzclubs Birdland en Blue Note en in 2003 op het Stanford Jazz Festival. On 2006 nam hij zijn laatste album op met drummer en producent Cecil Brooks III (Double Exposure).

## Discografie (selectie)
- Soul Serenade (Blue Leaf, 2000)
- Groove ORGANiziation (Blue Leaf, 2002)
- Live in Las Vegas (Blue Leaf, 2006)
- Duffs Blues (18th & Vine, 2008)